# Baix Martín
El Baix Martín és una de les comarques de l'Aragó. que inclou els municipis d'Albalate del Arzobispo, Azaila, Castelnou, Híjar, Jatiel, La Puebla de Híjar, Samper de Calanda, Urrea de Gaén i Vinaceite.